# Jihlavské vrchy
Jihlavské vrchy jsou nejvyšším pohořím Českomoravské vysočiny. Jedná se o geomorfologický podcelek, náležící do Javořické vrchoviny, která je součástí podsoustavy Českomoravské vrchoviny. Vrchy se rozkládají deset kilometrů severozápadně od Telče a deset kilometrů jihozápadně od Třeště.
Nejvyšším vrcholem vrchů i celé Českomoravské vysočiny je Javořice (837 m n. m.), na jejímž vrcholu stojí 166 metrů vysoký televizní vysílač.
Velkou část pohoří porůstají smrkové lesy. V oblasti se nachází hrad Roštejn či zřícena hradu Štamberk. V jižní části se nachází mnoho starých lomů na žulu, v Mrákotíně se žula doposud těží. U obce Řásná, poblíž Velkého pařezitého rybníka se nachází autokemp.
Jihlavské vrchy se člení na pět geomorfologických okrsků:
- Řásenská vrchovina s nejvyšším bodem Javořice
- Mrákotínská sníženina s velkými žulovými lomy u Mrákotína
- Pivničky (nejvyšší bod Pivničky, 760 m)
- Rudolecký hřbet
- Lipolecká vrchovina